# Ikunum
Ikunum, 34e roi d'Assyrie (vers 1850 av. J-C.), appartenait à la période paléo-assyrienne.
Fils et successeur de Erishum Ier. On ne connaît pas la durée de son règne car la tablette le répertoriant dans la Chronique des Rois assyriens est brisée. Il maintint les relations avec l'Asie Mineure, en particulier la Cappadoce. Il bâtit à Assur les  temples de Adad et Ereshkigal, restaura les murs de la ville et éleva plusieurs fortifications dans son royaume.
Son fils Sargon Ier lui succéda.

## Sources
- Federico Lara Peinado, Diccionario Biográfico del Mundo Antiguo: Egipto y Próximo Oriente, Editorial Aldebarán (1998),  (ISBN 84-88676-42-5).

- (es) Cet article est partiellement ou en totalité issu de l’article de Wikipédia en espagnol intitulé « Ikunum » (voir la liste des auteurs).